# PFK Beroe Stara Zagora
Pour les articles homonymes, voir Béroé.
Maillots
Le Professionalen Futbolen Klub Beroe Stara Zagora (en bulgare : Професионален Футболен Клуб Берое Стара Загора), plus couramment abrégé en Beroe Stara Zagora, est un club bulgare de football fondé en 1916 et basé dans la ville de Stara Zagora.

## Bilan sportif

### Palmarès
| Compétitions nationales | Compétitions internationales                                                                         |
| --- | --- |
| \| - Championnat de Bulgarie (1) : - Champion : 1985-1986. - Vice-champion : 2014-2015. - Coupe de Bulgarie (2) : - Vainqueur : 2009-2010 et 2012-2013. - Finaliste : 1967-1968, 1972-1973, 1978-1979 et 1979-1980. - Supercoupe de Bulgarie (1) : - Vainqueur : 2013. - Finaliste : 2010. - Championnat de Bulgarie de deuxième division (2) : - Champion : 2003-2004 et 2008-2009. \| | - Coupe des Balkans (4) : - Vainqueur : 1967-1968, 1969, 1981-1983 et 1983-1984. - Finaliste : 1970. |
| - Championnat de Bulgarie (1) : - Champion : 1985-1986. - Vice-champion : 2014-2015. - Coupe de Bulgarie (2) : - Vainqueur : 2009-2010 et 2012-2013. - Finaliste : 1967-1968, 1972-1973, 1978-1979 et 1979-1980. - Supercoupe de Bulgarie (1) : - Vainqueur : 2013. - Finaliste : 2010. - Championnat de Bulgarie de deuxième division (2) : - Champion : 2003-2004 et 2008-2009.       | |

### Bilan européen
Note : dans les résultats ci-dessous, le score du club est toujours donné en premier
| Saison    | Compétition               | Tour                | Club              | Domicile | Extérieur | Total  |
| --------- | ------------------------- | ------------------- | ----------------- | -------- | --------- | ------ |
| 1972-1973 | Coupe UEFA                | Premier tour        | Austria Vienne    | 7 - 0    | 3 - 1     | 10 - 1 |
| 1972-1973 | Coupe UEFA                | Seizièmes de finale | Budapest Honvéd   | 3 - 0    | 0 - 1     | 3 - 1  |
| 1972-1973 | Coupe UEFA                | Huitièmes de finale | OFK Belgrade      | 0 - 0    | 1 - 3     | 1 - 3  |
| 1973-1974 | Coupe des coupes          | Seizièmes de finale | CS Fola Esch      | 7 - 0    | 4 - 1     | 11 - 1 |
| 1973-1974 | Coupe des coupes          | Huitièmes de finale | Athletic Bilbao   | 3 - 0    | 0 - 1     | 2 - 1  |
| 1973-1974 | Coupe des coupes          | Quarts de finale    | FC Magdebourg     | 0 - 2    | 1 - 1     | 1 - 3  |
| 1979-1980 | Coupe des coupes          | Seizièmes de finale | Arka Gdynia       | 2 - 3    | 2 - 0     | 4 - 3  |
| 1979-1980 | Coupe des coupes          | Huitièmes de finale | Juventus FC       | 1 - 0    | 0 - 3 ap  | 1 - 3  |
| 1980-1981 | Coupe UEFA                | Premier tour        | Fenerbahçe SK     | 2 - 1    | 1 - 0     | 3 - 1  |
| 1980-1981 | Coupe UEFA                | Seizièmes de finale | Radnički Niš      | 0 - 1    | 1 - 2     | 1 - 3  |
| 1986-1987 | Coupe des clubs champions | Seizièmes de finale | Dynamo Kiev       | 1 - 1    | 0 - 2     | 1 - 3  |
| 2010-2011 | Ligue Europa              | Troisième tour Q    | Rapid Vienne      | 1 - 1    | 0 - 3     | 1 - 4  |
| 2013-2014 | Ligue Europa              | Deuxième tour Q     | Hapoël Tel-Aviv   | 1 - 4    | 2 - 2     | 3 - 5  |
| 2015-2016 | Ligue Europa              | Premier tour Q      | Atlantas Klaipėda | 3 - 1    | 2 - 0     | 5 - 1  |
| 2015-2016 | Ligue Europa              | Deuxième tour Q     | Brøndby IF        | 0 - 1    | 0 - 0     | 0 - 1  |
| 2016-2017 | Ligue Europa              | Premier tour Q      | Radnik Bijeljina  | 0 - 0    | 2 - 0     | 2 - 0  |
| 2016-2017 | Ligue Europa              | Deuxième tour Q     | HJK Helsinki      | 1 - 1    | 0 - 1     | 1 - 2  |

Légende
- Victoire ou qualification pour le tour suivant
- Match nul
- Défaite ou élimination de la compétition

## Personnalités du club

### Présidents
- Ilko Rusev

### Entraîneurs
| - Panayot Tanev (1953) - Borislav Asparuhov (1954) - Panayot Tanev (1955 - 1959) - Borislav Milenov (1959) - Ivan Radoev (1959 - 1964) - Anastas Kovachev (1964 - 1965) - Manol Manolov (1965 - 1966) - Krum Milev (1966 - 1967) - Hristo Mladenov (1967 - 1969) - Anastas Kovachev (1969 - 1970) - Dimitar Grigorov (1970 - 1971) - Hristo Mladenov (1971 - 1972) - Lozan Kotsev (1972 - 1973) - Ivan Tanev (1973 - 1974) - Hristo Mladenov (1974 - 1976) - Georgi Berkov (1976) - Ivan Manolov (1976 - 1977) - Ivan Tanev (1977 - 1981) - Vasil Ivanov (1981) | - Ivan Vutov (1981 - 1982) - Georgi Belchev (1982 - 1983) - Petko Petkov (1983 - 1985) - Evgeni Yanchovski (1985 - 1987) - Petko Petkov (1987 - 1989) - Panayot Panayotov (1990) - Boris Angelov (1990 - 1992) - Petko Petkov (1992) - Evgeni Yanchovski (1992 - 1993) - Tenyo Minchev (1993 - 1995) - Ivan Vutov (1995) - Dragoljub Bekvalac (1999 - 2000) - Ventsislav Kepov (2000) - Petko Petkov (2000 - 2001) - Tsvetomir Parvanov (2001) - Ivan Vutov (2001) - Ilian Iliev (2002) - Venelin Sivriev (2002 - 2003) - Asparuh Nikodimov (2003 - 2004) | - Ivan Vutov (2004 - 2005) - Hans Kodrić (2005) - Petko Petkov (2005 - 2006) - Ilian Iliev (2006 - 2007) - Eduard Eranosyan (2007) - Radoslav Zdravkov (2007) - Nikolay Demirev (2007) - Ilian Iliev (1er février 2008 - 1er juillet 2012) - Ivko Ganchev (1er juillet 2012 - octobre 2012) - Petar Hubchev (18 octobre 2012 - 6 avril 2016) - Plamen Lipenski (7 avril 2016 - 31 mai 2016) - Aleksandar Dimitrov (1er juin 2016 - 17 octobre 2016) - Plamen Lipenski (20 octobre 2016 - 26 octobre 2016) - Ferario Spasov (26 octobre 2016 - 19 mai 2017) - Aleksandar Tomash |

### Joueurs
- Salim Kerkar
- Petko Petkov
- Kohei Kato